# Gaetano Castrovilli
Gaetano Castrovilli (Minervino Murge, 1997. február 17.) olasz válogatott labdarúgó, a Fiorentina játékosa.

## Pályafutása

### Klubcsapatokban
A Minervino és Bari, valamint a Fiorentina korosztályos csapataiban nevelkedett. 2015. május 22-én mutatkozott be a másodosztályban a Spezia ellen a 78. percben Marco Calderoni cseréjeként. 2016 márciusában kölcsönbe került a Fiorentina csapatához, ahol részt vett a korosztályos csapattal a Viareggio kupán. 2017. február 23-án 1,5 millió euróért megvásárolta a Fiorentina. Július 11-én két szezonra kölcsönbe került a Cremonese együtteséhez. Szeptember 3-án góllal mutatkozott be a bajnokságban a Avellino ellen. 2019 nyarán visszatért a Fiorentinához, ahol Vincenzo Montella az első csapatban számolt vele. Augusztus 24-én mutatkozott be az SSC Napoli elleni bajnoki találkozón. Szeptember 29-én első gólját is megszerezte az AC Milan ellen 3–1-re megnyert bajnoki mérkőzésen. Október 11-én 2024-ig meghosszabbították a szerződését.

### A válogatottban
Többszörös korosztályos válogatott. 2019. november 15-én mutatkozott be Bosznia-Hercegovina elleni 3–0-ra megnyert 2020-as labdarúgó-Európa-bajnokság selejtező mérkőzésen. 2021. június 1-jén nem kapott helyet a 2020-as labdarúgó-Európa-bajnokságra utazó 26 fős keretbe, június 10-én, Lorenzo Pellegrini sérülését követően azonban bekerült a válogatott keretébe. Július 11-i döntőt követően Európa-bajnok lett.

## Statisztika

### A válogatottban
2021. június 20-án frissítve.
| Nemzet      | Év       | Mérkőzés | Gól |
| ----------- | -------- | -------- | --- |
| Olaszország | 2019     | 1        | 0   |
| Olaszország | 2020     | 0        | 0   |
| Olaszország | 2021     | 2        | 0   |
| Összesen    | Összesen | 3        | 0   |

## Sikerei, díjai
- Olaszország
  - Európa-bajnokság: 2020